# Милан Атанацковић
Милан Атанацковић (Београд, 18. октобар 1880 — Београд, 3. јун 1936) је био официр у Војсци Краљевине Србије и артиљеријски бригадни генерал у Југословенској војсци. Био је син генерала Јована Атанацковића.

## Војна каријера
Завршио је Нижу и Вишу школу Војне академије и Артиљеријску школу гађања. У Војну академију ступио је 1898. године, у чин артиљеријског потпоручника унапређен је 1900, а у чин поручника 1904. године. Током 1907. стажирао у иностранству, после чега је унапређен у капетана друге класе, а потом и у чин капетана прве класе 1911. До Балканских ратова био је командир вода и наставник у Подофицирској артиљеријској школи, командир вода и батерије у Дунавском артиљеријском пуку и штабни официр у штабу Дунавске дивизијске области.
У Балканским ратовима (1912–1913) је био командир батерије и командант дивизиона у пољској и тешкој артиљерији, као и начелник одсека у Артиљеријском одељењу Врховне команде. Током 1913. стиче чин мајора.
После Првог светског рата био је командант дивизиона и пука тешке артиљерије, командант Осјечке артиљеријске бригаде, помоћник команданта Осјечке дивизијске области и командант Друге подофицирске артиљеријске школе Краљевине Југославије. Након чинова потпуковника и пуковника, бива унапређен у бригадног генерала 1925. године. Пензионисан је две године касније.